# Steve Turre
Steve Turre es un trombonista y compositor estadounidense de jazz.  

## Biografía
Hijo de padres mexico-americanos, Steve Turre creció en el área de la Bahía de San Francisco, absorbiendo todo tipo de música, desde mariachi hasta blues y jazz. Tras un breve periodo con el violín, Turre se pasa al trombón con 10 años, y con ese instrumento comienza a trabajar con músicos locales tres años más tarde. Mientras estudiaba en la Sacramento State University, Turre se unió a la banda de salsa de Pete y Coke Escovedo, iniciando así una larga carrera en la que la música latina jugaría un importante papel.
En 1972 el legendario Ray Charles contrata a Turre para su tour, y un año más tarde Woody Shaw lo trae a los Jazz Messengers de Art Blakey. Trabaja con Thad Jones y Mel Lewis ese mismo año, con Woody Shaw en 1974 y con Chico Hamilton (tocando bajo eléctrico y trombón) en 1975, lo que impulsa definitivamente la carrera de Turre, que comienza a trabajar para algunas de las más importantes figuras del jazz del momento: Dizzy Gillespie, McCoy Tyner, J.J. Johnson, Herbie Hancock o Tito Puente, entre otros muchos. Pero es cuando conoce a Rahsaan Roland Kirk que su vida artística conoce un giro radical: este le introduce en el estudio de las conchas de mar, instrumento que, desde ese momento, queda ligado indisolublemente a la visión musical del trombonista.
Durante los años ochenta participó en los grupos Dizzy Gillespie United Nations Orchestra, la Lester Bowie's Brass Fantasy y la The Timeless All-Starts. En 1984 pasa a formar parte de la legendaria Saturday Night Live Band y Turre, ya plenamente consagrado, pone en marcha diversos proyectos bajo su nombre, incluyendo "Sanctified Shells", en la que transforma la tradicional sección de vientos en un coro de conchas. En 1987 publica sus primeros álbumes con el sello Stash; entre 199 y 1999 firma con Verve, y desde entonces con Telarc. Bajo este último sello edita en 2001 el que para muchos es su mejor álbum hasta el momento, "TNT" (Trombón aNd Tenor)

## Estilo y valoración
Uno de los mejores trombonistas de jazz de los 80 y los 90, Steve Turre es además conocido por haber introducido las conchas marinas (de las que es capaz de extraer un impresionante rango de tonalidades) en el mundo del jazz. Dotado de una extraordinaria fluidez como improvisador, la música de Turre como compositor refleja unas raíces que van desde la música afrocubana hasta el bebop, pasando por la música brasileña, el blues o la música de sus ancestros mexicanos.

## Colaboraciones
La lista de artistas con los que Steve Turre ha grabado o actuado a lo largo de su dilatada carrera es inmensa, e incluye a la mayoría de las figuras más relevantes del jazz contemporáneo o incluso de otros ámbitos, como el rock o el blues. Entre otros muchos podemos citar a Cassandra Wilson, Randy Brecker, Graciela, Mongo Santamaria, J. J. Johnson, Herbie Hancock, Jon Faddis, Pharoah Sanders, The Skatalites, McCoy Tyner, Dexter Gordon, Slide Hampton, Poncho Sánchez, Hilton Ruiz, Tito Puente, Dizzy Gillespie, Lester Bowie, Woody Shaw, Rahsaan Roland Kirk, Art Blakey, Thad Jones, Mel Lewis, Van Morrison, Pharoah Sanders, Horace Silver, Max Roach, Santana y Joshua Edelman.

## Discografía

### En solitario

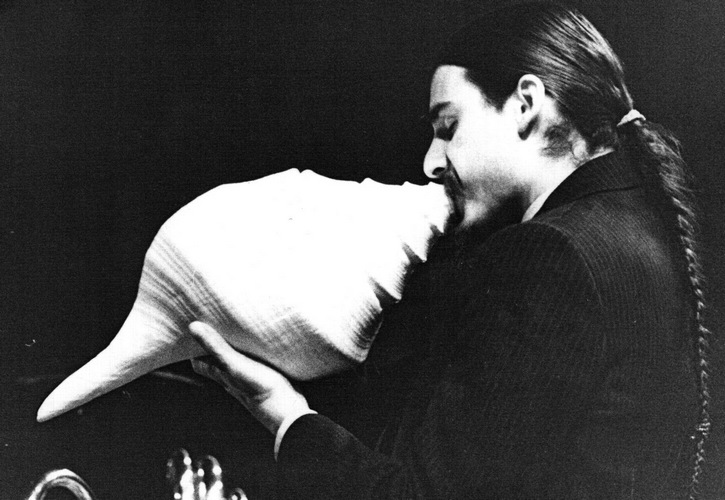
Steve Turre tocador de concha en 1976

- 1987   Viewpoints And Vibrations (Stash)
- 1988   Fire And Ice (Stash)
- 1991   Right There (Antilles Records)
- 1993   Sanctified Shells (Polygram)
- 1995   Rhythm Within (Antilles) con Herbie Hancock, Pharoah Sanders
- 1997   Steve Turre (Verve Records)
- 1999   In The Spur Of The Moment (Telarc Records)
- 1999   Lotus Flower (Polygram)
- 2000   TNT (Telarc)
- 2003   One4J: Paying Homage to J.J. Johnson (Telarc)
- 2004   The Spirits Up Above (HighNote Records)
- 2006   Keep Searchin' (Highnote)
- 2008   Raibow People (Highnote)